# Tajna sedam satova
Tajna sedam satova (izdan 1929.) je kriminalistički roman Agathe Christie. U ovom romanu Agatha oživljava likove iz romana Tajna zamka Chimneys, a oni su Lady Eileen (Bundle) Caterham, Bill Eversleigh i Načelnik Battle, a kao i u tom romanu i ovdje tumače likove glavnih detektiva.

## Radnja
Dogodilo se ubojstvo. Slučaj preuzimaju Bundle Brent i Jimmy Thesiger. Uz pomoć Billa Eversleigha otkrivaju da "Klub Sedam Satova" nije samo noćni klub već i sjedište Tajnog Društva. Da bi na pravi način razriješio ovu misteriju Bundle prvo mora utvrditi posluje li Tajno društvo s ove ili one strane zakona...